# Mercedes Comaposada
Mercedes Comaposada Guillén (Barcellona, 14 agosto 1901 – Parigi, 11 febbraio 1994) è stata una pedagoga, avvocata anarcofemminista spagnola.

## Biografia
Nacque a Barcellona il 14 agosto 1901. Figlia di Josep Comaposada, un calzolaio socialista, crebbe in un ambiente militante. Della madre non si hanno dati.
Abbandonò gli studi da giovane per iniziare a lavorare come montatrice in un'azienda di produzione cinematografica. Più tardi si iscrisse al Sindicato de Espectáculos Públicos di Barcellona, federato con la Confederación Nacional del Trabajo.

### L'inizio dell'attività politica
Poco dopo si spostò a Madrid per continuare i suoi studi di Diritto, avendo come professori Antonio Machado e José Castillejo. In questo periodo della vita, nella quale si formò anche come pedagoga per aiutare insegnare alle donne, conobbe Lucía Sánchez Saornil, con la quale avrà l'idea di creare un gruppo di donne specifico dentro il movimento libertario in Spagna. Lucía e Mercedes: "avevano insegnato in corsi di istruzione elementare per operai ed operaie, promossi dalla Confederación Nacional del Trabajo di Madrid negli anni trenta. Videro la necessità di realizzarli specificamente per donne, data la misoginia ed i pregiudizi esistenti.

### Mujeres Libres
Nell'aprile del 1936, assieme a Lucía Sánchez Saornil ed Amparo Poch y Gascón, fondò l'organizzazione femminista Mujeres Libres, che diventerà, assieme alla Confederación Nacional del Trabajo, la Federación Ibérica de Juventudes Libertarias e la Federación Anarquista Ibérica, una delle principali organizzazioni del movimento libertario spagnolo.

### La guerra civile e gli ultimi anni
Nonostante la salute debole, non abbandonò mai il suo lavoro di educatrice e la sua collaborazione con la stampa libertaria. Durante i primi anni della Seconda Repubblica spagnola, collaborò con numerosi periodici della stampa libertaria. Scrisse soprattutto per Tierra y Libertad (editado dalla Federación Anarquista Ibérica, Mujeres Libres (della quale assumerà il ruolo di caporedattrice durante la rivoluzione sociale del 1936) e Tiempos Nuevos, dove tenne una colonna nella quale trattava argomenti di medicina e sessualità.
Con la sconfitta della guerra civile, fu costretta ad esiliarsi a Parigi assieme al suo compagno, Baltasar Lobo, sotto la protezione di Pablo Picasso, per il quale lavorava come segretaria. Inoltre, realizzò numerosi lavori di traduzione di autori spagnoli, soprattutto di Lope de Vega, e come rappresentante dell'opera artistica del suo compagno. Durante gli anni '60 e gli anni '70 da Parigi continuò la collaborazione con le pubblicazioni Mujeres Libres, Tierra y Libertad e Tiempos Nuevos. Inoltre iniziò a partecipare ad altre riviste come Ruta e Umbral.
Morì a Parigi l'11 febbraio 1994.

## Opere
Oltre ai numerosi articoli di stampa, Mercedes Comaposada pubblicò diverse opere, alcune sotto il nome di Mercedes Guillén.
- (ES) Esquemas, 1937.
- (ES) Las mujeres en nuestra revolución, 1937.
- (ES) La ciencia en la mochila, 1938.
- (ES) Conversaciones cono los artistas españoles de la Escuela de París, 1960.
- (ES) Picasso, 1973.